# Бикольский язык
(Центральный) бико́льский язы́к — один из языков прибрежной бикольской подгруппы, распространён в регионе Бикол на Филиппинах.

## Грамматика

### Местоимения
|                         | Абсолютив | Эргатив   | Косвенный падеж             |
| ----------------------- | --------- | --------- | --------------------------- |
| 1-е л. ед. ч.           | ako       | ko        | sakuya, sako, kanako, saako |
| 2-е л. ед. ч.           | ika, ka   | mo        | saimo, si-mo, kanimo        |
| 3-е л. ед. ч.           | siya, iya | niya      | saiya, kaniya               |
| 1-е л. мн. ч. инклюзив  | kita      | nyato, ta | satuya, sato, kanato, saato |
| 1-е л. мн. ч. эксклюзив | kami      | nyamo, mi | samuya, samo, kanamo, saamo |
| 2-е л. мн. ч.           | kamo      | nindo     | saindo, kaninyo, saiyo      |
| 3-е л. мн. ч.           | sinda     | ninda     | sainda, kanira              |

### Лексика
Подобно другим филиппинским языкам, в бикольском имеется немало заимствований, в основном из испанского в результате длительной испанской колонизации Филиппин: suerte (удача), karne (мясо), imbestigador (исследователь), litro (литр), pero (но), krimen (преступление) и др. Есть более древние заимствования из санскрита, напр. hade (король), karma (карма).